# White Plains (album)
White Plains is het debuutalbum van de Britse muziekgroep White Plains. In de Verenigde Staten werd het album uitgegeven met de titel My baby loves lovin' naar hun grootste hit daar. De Amerikaanse versie had wel een ietwat andere trackvolgorde. White Plains stond vanaf begin af aan onder invloed van het schrijversduo en producentenduo Roger Cook en Roger Greenaway die gedurende die jaren een aantal hits wisten te schrijven, onder meer voor White Plains, maar ook bijvoorbeeld Blue Mink. Andere musici zijn voor dit album eigenlijk niet te geven, want White Plains was een soort doorgangshuis voor musici. De geluidstechnicus van het originele album was John Burns, die veel albums voor Deram Records voorbewerkte.
White Plains is als album nooit alleen op compact disc verschenen, in 1993 verscheen het met een flink aantal bonustracks op Deram 820622, wel onder de Amerikaanse titel My baby loves lovin. Tony Hiller werd een van de schrijvers voor Brotherhood of Man.

## Muziek
De eerste twaalf tracks zijn afkomstig van het album White Plains:

| Nr. | Titel                                          | Duur |
| --- | ---------------------------------------------- | ---- |
| 1.  | I've got you on my mind (Cook, Greenaway)      | 2:48 |
| 2.  | When tomorrow comes tomorrow (Cook, Greenaway) | 3:51 |
| 3.  | Taffeta Rose (Lordan, Marvin)                  | 2:22 |
| 4.  | (I remember) summer morning (Kent, Arthur)     | 3:41 |
| 5.  | To love you (Cook, Greenaway)                  | 2:30 |
| 6.  | In an moment of madness (Cook, Greenaway)      | 2:50 |

| Nr. | Titel                                                                          | Duur |
| --- | ------------------------------------------------------------------------------ | ---- |
| 1.  | My baby loves lovin’ (Cook, Greenaway)                                         | 2:47 |
| 2.  | Today I killed a man I didn’t know (X) (Cook, Greenaway)                       | 3:16 |
| 3.  | You've got your troubles (Cook, Greenaway)                                     | 4:16 |
| 4.  | Show me your hand (Wolff)                                                      | 2:43 |
| 5.  | Young birds fly (Swaford)                                                      | 2:21 |
| 6.  | Sunny, honey girl (eerste versie) (X) (Cook, Greenaway, Goodison, Tony Hiller) | 3:06 |

| Nr. | Titel                                                            | Duur |
| --- | ---------------------------------------------------------------- | ---- |
| 13. | Lovin' you baby (X) (Cook, Greenaway)                            | 3:11 |
| 14. | Julie do ya love me (X) (Behler)                                 | 2:35 |
| 15. | Every little move she makes (X) (McCauley, Cook, Greenaway)      | 2:51 |
| 16. | When you are a king (versie 2)(X) (Hill, Hill)                   | 2:49 |
| 17. | Gonna miss her Mississippi (Cook, Greenaway, Hammond, Harlewood) | 3:08 |
| 18. | Carolina’s comin’ home (X) (Hiller, Goodison, Cook, Greenaway)   | 2:29 |
| 19. | I can’t stop (Hill, Hill)                                        | 3:05 |
| 20. | Dad you saved the world (Hill, Hill)                             | 3:02 |
| 21. | Step into a dream (X) (Cook, Greenaway)                          | 2:26 |
| 22. | Does anybody know where my baby is? (Reynolds, Horne)            | 2:38 |
| 23. | Julie Anne (X) (Shaw, Nelson)                                    | 3:00 |
| 24. | Ectasy (Cook)                                                    | 3:15 |

De met een (X) gemerkte nummers stonden ook op de opvolger van White Plains, When you are a king, dat alleen in Engeland werd uitgegeven.